# Lycaena aegagrus
Lycaena aegagrus är en fjärilsart som beskrevs av Hugo Theodor Christoph 1873. Lycaena aegagrus ingår i släktet Lycaena och familjen juvelvingar. Inga underarter finns listade i Catalogue of Life.